# Австронезійські мови

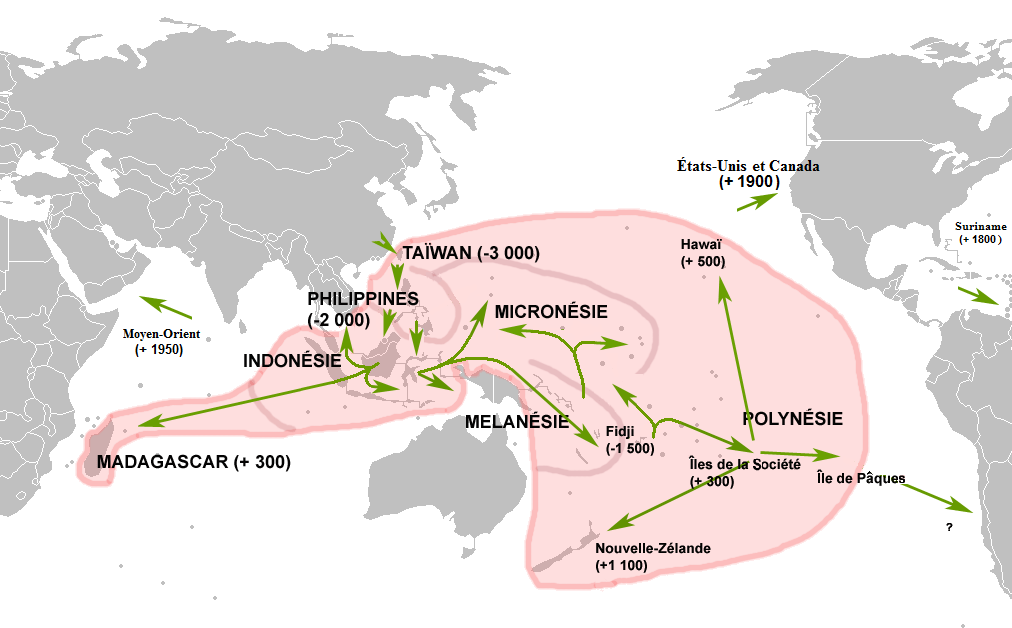
Схема історичного поширення австронезійських мов

Австронезі́йські мо́ви (лат. auster — південь і грец. νήσος — острів) — група мов народів Південно-Східної Азії та Тихоокеанських островів.
Австронезійськими мовами розмовляє приблизно 386 мільйонів людей від Мадагаскару до острова Пасхи, а звідти ще й до Тайваню. Всупереч назві мовної родини, деякими з австронезійських мов, наприклад, малайською, розмовляють також на континентах, зокрема в Азії. Серед австронезійських мов багато мають тільки жменьку мовців, що живуть у межах одного острова, але є й такі, що мають десятки мільйонів мовців і статус офіційних у великих державах.
Найбільша різноманітність мов цієї родини на Тайвані свідчить про те, що, мабуть, Тайвань був стартовим пунктом, звідки австронезійські мови почали розповсюджуватися через моря й океани. Було, ймовірно, дві хвилі міграції — перша, малайсько-полінезійська, проходила через Філіппіни, Індонезію та Меланезію, друга, океанічна, в Полінезію та Мікронезію.

## Класифікація
Спорідненість австронезійських мов була очевидною ще для дослідників XVIII століття, які складали короткі словнички мов народів відкритих земель, наприклад, схожості між малайською, малагасійською (о. Мадагаскар) і рапануйською (о. Пасхи) мовами:
- mata — maso — mata — око;
- langit — lanitra — rangi — небо;
- hati — aty — ate — печінка;
- mati — maty — mate — вмирати.

Порівняльно-історичне дослідження австронезійських мов було розпочато Вільгельмом фон Гумбольдтом в 1830-х роках; основи сучасної реконструкції праавстронезійської мови закладені в роботах О. Демпвольфа (перша третина XX ст.), але багато деталей історії та класифікації австронезійських мов залишалися неясними. Новий етап вивчення австронезійських мов почався у 1950-х роках (роботи І. Дайена, О. Даля, Р. Бласта та ін.) За сучасними уявленнями, розпад праавстронезійської мови почався на рубежі V—IV тис. до н. е. (але, можливо, і раніше), наступні міграції та супутні їм мовні контакти, особливо з субстратною мовами Південно-Східної Азії та Нової Гвінеї, значно ускладнили споконвічну картину взаємини мов.